# Lidia Zabloțkaia
Lidia Zabloțkaia (Лидия Заблоцкая; n. 15 ianuarie 1998, Moghilău, Belarus) este o cântăreață bielorusă. Ea a reprezentat Belarusul la Concursul Muzical Eurovision Junior 2011, cu melodia Ангелы добра.